# Sonata de otoño
Sonata de otoño (en sueco: Höstsonaten) es una película sueca de 1978 dirigida por Ingmar Bergman interpretada en sus papeles principales por Ingrid Bergman, Liv Ullmann y Lena Nyman. Tiene por argumento la relación entre una famosa pianista y sus hijas, Eva y Helena, a las que dejó de lado por desarrollar su carrera profesional internacional.
La película fue galardonada con el Globo de Oro a la mejor película extranjera. Fue también candidata a dos premios Oscar, en la categoría de mejor actriz protagonista (Bergman) y al mejor guion original, aunque finalmente no obtuvo ninguno. El filme fue el último proyecto cinematográfico en el que Ingrid Bergman estuvo involucrada (su última cinta, A Woman Called Golda, fue hecha para la televisión) antes de morir de cáncer de mama el 29 de agosto de 1982 (dicho cáncer le fue diagnosticado durante el rodaje de esta película).

## Argumento
Eva, esposa de Viktor, el pastor del pueblo, invita a su madre Charlotte a visitarla tras siete años de separación. Charlotte, una pianista de fama internacional, es una mujer excéntrica y envejecida que ha pasado por varios matrimonios fallidos. Eva, aunque no comparte el talento de su madre (a pesar de haber escrito dos libros y tocar el piano decentemente), encuentra orgullo en su papel de esposa, madre y cuidadora de su hermana Helena, quien padece una parálisis severa. Eva, única capaz de entender las limitadas palabras de Helena, había decidido sacarla del hospital para cuidarla en su hogar. A su vez, Eva lidia con su matrimonio con Viktor, a quien respeta pero no ama, y sigue marcada por la muerte trágica de su hijo Erik, quien se ahogó un día antes de cumplir cuatro años.
La llegada de Charlotte a la casa de su hija la enfrenta a la realidad de Helena, cuya presencia la desconcierta. Durante su estancia, Charlotte le regala su reloj de pulsera a Helena y escucha a Eva tocar el Preludio n.º 2 en La menor de Chopin. Al terminar, Charlotte toca la misma pieza según su propia interpretación, dejando entrever y alimentando una amargura latente en Eva. Antes de dormir, Charlotte decide obsequiarle su coche a Eva, planeando tomar un vuelo de regreso y adquirir un vehículo nuevo como un gesto de generosidad. Esa noche, Charlotte despierta sobresaltada por una pesadilla en la que siente que una de sus hijas intenta asfixiarla. Se dirige al salón, donde Eva la encuentra tras escuchar sus gritos. 
En el transcurso de la noche, madre e hija reviven los conflictos de su relación. Lo que comienza como una conversación se transforma en una discusión en la que Eva reprocha a Charlotte haber puesto su carrera y vida social por encima de la maternidad, haber debilitado su autoestima y forzarla a abortar durante un embarazo con otro hombre. Viktor, que escucha todo, permanece al margen. Eva también explica cómo el abandono de Charlotte afectó profundamente a Helena, contribuyendo al deterioro de su salud física y emocional. Aunque Charlotte trata de justificarse, finalmente admite que nunca ha amado verdaderamente a nadie y, en vano, pide el perdón de Eva. Mientras tanto, Helena se arrastra fuera de su cama hacia las escaleras que llevan a la sala donde Eva y Charlotte discuten. Al llegar al rellano, clama con esfuerzo: "¡Mamá, ven!". 
A la mañana siguiente, Charlotte se marcha en tren acompañada de su agente Paul. Durante el trayecto, expresa su conmoción por su reencuentro Helena, preguntándose: "¿Por qué no puede morir?". Eva visita la tumba de su hijo, y en un monólogo interno deja entrever pensamientos suicidas, aunque eventualmente regresa a casa. Mientras tanto, Viktor intenta consolar a Helena en medio de un evidente colapso emocional y físico. Más tarde, Eva escribe una carta de disculpa dirigida a Charlotte. Viktor la lee en voz alta, y la escena transita brevemente a un espacio distinto, donde se muestra a Eva leyéndole la carta directamente a su madre. Sin embargo, el momento se desvanece y regresa a Viktor, quien sella la carta, dejando incierto su destino. 

## Reparto
- Ingrid Bergman - Charlotte Andergast
- Liv Ullmann - Eva
- Lena Nyman - Helena
- Halvar Björk - Viktor
- Marianne Aminoff - Secretaria privada de Charlotte
- Arne Bang-Hansen - Tío Otto
- Gunnar Björnstrand - Paul
- Erland Josephson - Josef
- Georg Løkkeberg - Leonardo
- Mimi Pollak - Profesora de piano
- Linn Ullmann - Eva de niña
- Eva von Hanno - Enfermera
- Knut Wigert - Profesor

## Versiones
En 2008, se estrenó en España la versión teatral de José Carlos Plaza y Manuel Calzada Pérez.
En 2017, se estrenó en Helsinki la ópera Höstsonaten del compositor Sebastian Fagerlund para Anne Sofie von Otter.

## Ediciones en DVD y Blu-ray Disc
Con doblaje en español, fue editada en DVD por primera vez por Manga Films (Barcelona, 2006), dentro de la Colección Ingmar Bergman, y en Blu-ray Disc por Vértice Cine (Barcelona, 2012).

## Recepción
La película obtiene críticas positivas en los portales de información cinematográfica. En la revista Fotogramas obtiene una puntuación de 4 sobre 5 y las valoraciones de los lectores otorgan una valoración de 3,4 sobre 5.

"Estremecedor ejercicio de crueldad entre una madre y su hija que cuestiona no sólo la tradicional concepción de la maternidad sino el sentido de la existencia a partir de la creación artística. Construida con elegante sobriedad, escarba sin contemplaciones en el subconsciente humano, poniendo al descubierto miserias y grandezas."
Crítica de Fotogramas 

En IMDb, con 19.018 puntuaciones, obtiene una valoración de 8,3 sobre 10.

"Esta es una de las mejores películas de Ingmar Bergman que he visto y, por lo tanto, una de las mejores películas del cine. Ingrid Bergman y Liv Ullman son simplemente increíbles juntas en una diabólica combinación de madre e hija. Ingrid Bergman es excelente a pesar de un peinado deliberadamente ordinario que la hace lucir como la reina Isabel II del Reino Unido en lugar de la belleza que es. Liv Ullman también tiene matices visuales para mejorar su carácter: las gafas, el pelo y el vestuario que permiten a esta hermosa mujer lucir desaliñada."
Crítica de Ian Harris en IMDB 

En FilmAffinity, con 5.626 votos, tiene una puntuación de 8 sobre 10.

"Si goza usted de prejuicios contra Ingmar Bergman, abandónelos en un rincón durante 90 minutos, y presenciará una joya. Sonata de Otoño es un drama intenso, pero fluido, con unas interpretaciones memorables, por serenas y naturales, una fotografía elegantísima -¡qué luz!- y una puesta en escena sencilla, sin ninguna estridencia, muy hermosa, como la música. Si presta atención al parlamento inicial -no es un soliloquio, es un diálogo con usted-, al acabar la película habrá visto también una cálida historia de amor y redención. Esta obra no es para cinéfilos. Los crea."
Crítica de Sergi en FilmAffinity 

En RottenTomatoes obtiene una valoración positiva del 91% de los críticos, con una puntuación media de 8,5 sobre 10, y del 92% de los usuarios de la página, con puntuación media de 4,2 sobre 5.

"Ingrid Bergman obtuvo su última nominación al Oscar por su último largometraje en este intenso melodrama madre-hija, dirigido por Ingmar Bergman."
Crítica de Emmanuel Levy 